# 왕족
왕족(王族)은 임금을 중심으로 한 국왕의 일족이다. 넓은 의미에서 일반적으로 국왕의 친족 관계에 있다고 인식되는 왕족 모두 포함한다. 국왕과 함께 총칭한 경우 왕실(왕가)이라고 한다. 보통은 황제의 가족을 의미한다. 일본에서는 천황의 친족 중 남계의 비정상의 혈족 및 그 배우자의 총칭을 뜻한다.

## 같이 보기
- 귀족
- 왕실